# KSV Hessen Kassel

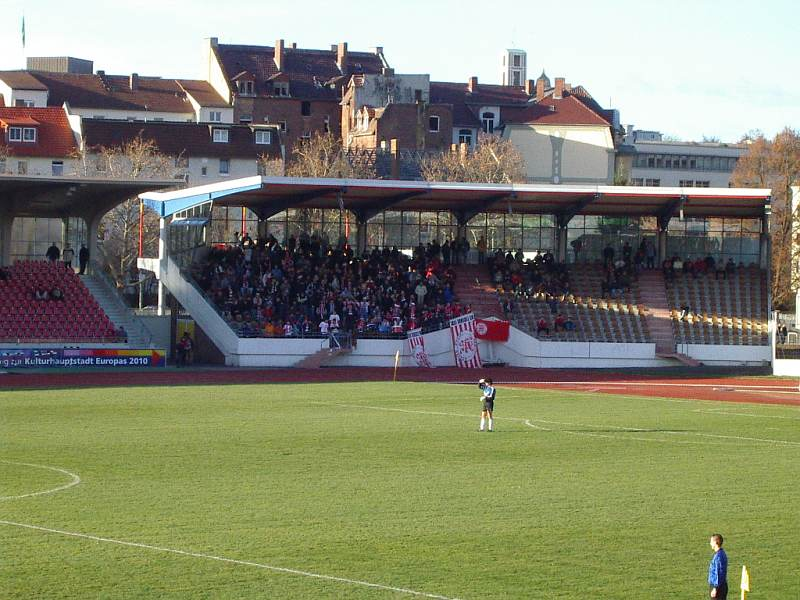
Noordtribune in het Auestadion

KSV Hessen Kassel is een Duitse voetbalclub uit Kassel, deelstaat Hessen.

## Geschiedenis

### Voorgeschiedenis
Op 3 juli 1893 werd FC Union 93 Cassel opgericht dat in 1895 fuseerde met FC Hassia 93 Cassel en zo Casseler FV 95 werd, in deze tijd werd de stadsnaam nog met een C geschreven. Deze club was erg succesvol op regionaal niveau. In 1919 fuseerde deze club met VfK Cassel en werd zo SV Kurhessen 1893 Cassel, vanaf 1926 met een K geschreven. In de Hessisch-Hannoverse competitie was de club net als voorganger CFV 95 succesvol, maar na de invoering van de Gauliga in 1933 boekte de club nog maar weinig goede resultaten. Na de Tweede Wereldoorlog werden alle voetbalclubs ontbonden. De spelers van het voormalige Kurhessen gingen bij SG Kassel-Süd spelen, dat in 1946 de naam VfL Hessen Kassel aannam. Op 23 november 1947 fuseerde de club met Kasseler SV, dat voor de oorlog onder de naam VfL TuRa Kassel speelde en nam zo de naam KSV Hessen Kassel aan.

### 1947-1974
VfL had het seizoen als kampioen afgesloten, maar kon via de eindronde niet promoveren naar de Oberliga Süd, de hoogste klasse. De fusieclub nam de plaats van VfL over in de Landesliga. De club werd in het eerste seizoen vicekampioen achter FC Rödelheim. Het volgende jaar werd de titel behaald, maar de club kon geen promotie afdwingen. In 1950 kwalificeerde de club zich voor de II. Division, die nu de tweede klasse werd. Aartsrivaal CSC 03 Kassel plaatste zich niet en moest naar de derde klasse, waardoor Hessen Kassel de onbetwiste nummer één van de stad werd en deze plaats niet meer zou afgeven. Na een vierde en een derde plaats werd de club in 1953 tweede achter Jahn Regensburg en promoveerde zo naar de Oberliga. Met een gemiddeld aantal toeschouwers van 19.200 had de club een van de grootste supporterskernen van het land, ondanks het feit dat tegen de degradatie gespeeld werd. Op de voorlaatste speeldag verzekerde de club zich van het behoud na een 5:1 overwinning op Regensburg. Het volgende seizoen verliep minder gunstig en na acht nederlagen op rij had de club in de late herfst al de aansluiting met de rest verloren. Aan het einde van het seizoen werd de club voorlaatste, boven FC Bayern München en degradeerde. Op 1 mei 1955 volgende slechts 3.000 toeschouwers de voorlopig laatste Oberligawedstrijd van de club tegen Schwaben Augsburg.
De volgende jaren eindigde de club in de middenmoot en in 1958 werd degradatie naar de derde klasse maar net vermeden. Hierna ging het weer beter met de resultaten en in 1962 werd de club kampioen en keerde zo terug in de Oberliga. De club werd tiende, maar hierna werd de Bundesliga ingevoerd als hoogste klasse, waar de club zich niet voor kwalificeerde. Dit seizoen kreeg de club ook de zwaarste thuisnederlaag om de oren na een 0:9 tegen 1. FC Nürnberg. De Regionalliga werd ingevoerd als hoogste klasse en in het eerste seizoen werd de club kampioen van de Regionalliga Süd. Voor 37.000 toeschouwers verloor de club de wedstrijd om promotie van Hannover 96, dit is een toeschouwersrecord voor de club. De volgende jaren eindigde de club in de middenmoot. In 1974 voerde de bond de 2. Bundesliga in als nieuwe hoogste klasse, die de vijf Regionalliga's verving. Dertien clubs uit de Regionalliga Süd kregen een startticket op basis van hun rangschikking van de afgelopen vijf jaar. Kassel eindigde negende in die stand, maar de bond had wel besloten dat als een club bij de drie laatsten eindigden ze zich niet zouden kwalificeren en Kassel werd derde laatste en ging in de Amateurliga spelen.

### 1974-1993
Na drie derde plaatsen en een zesde plaats ging de club in 1979 nek aan nek voor de titel met VfR Oli Bürstadt en moest uiteindelijk genoegen nemen met een tweede plaats. Het volgende seizoen werd de club wel kampioen en nam hierop deel aan het amateurkampioenschap. Na twee zeges tegen BFC Preussen verloor de club thuis met 1:3 tegen de tweede elftal van VfB Stuttgart en verloor in Stuttgart zelfs met 11:0, de grootste overwinning ooit in die competitie.
In de 2. Bundesliga stond de club meteen voor een zware opdracht omdat de twee reeksen na dit seizoen samen gevoegd werden en er naar resultaten van drie jaar gekeken werd. De eerste vier plaatsten kregen wel sowieso een startbewijs. Kassel werd op het nippertje vierde en plaatste zich, een vijfde plaats zou een degradatie betekend hebben. Het volgende seizoen werd de club achtste, maar de volgende drie jaar eindigde de club steeds vierde en miste telkens op een haar na de promotie. In 1985 stond de club aan de voorlaatste speeldag nog aan de leiding, maar het verschil met de achtervolging was klein en door een verlies tegen Nürnberg staken deze, Hannover en 1. FC Saarbrücken de club nog voorbij. Het volgende seizoen begon de club goed, maar zakte tegen de winterpauze naar de middenmoot, door een goede terugronde werd de club uiteindelijk toch nog vijfde. Door financiële problemen moest de club enkele sterkhouders verkopen en in 1987 degradeerde de club.
Terug in de Oberliga werd de club vicekampioen achter Viktoria Aschaffenburg. In het amateurkampioenschap verloor de club in de halve finale van Eintracht Trier. Het volgende seizoen werd de titel behaald en via de eindronde promoveerde de club weer naar de 2. Bundesliga. Aan het einde van het seizoen liet de club drie clubs achter zich, maar er waren vier degradatieplaatsen. SV Darmstadt 98 en VfL Osnabrück telden evenveel punten, maar hadden een beter doelsaldo. Terug in de Oberliga bereikte de club in de DFB-Pokal de kwartfinale tegen latere winnaar Werder Bremen en werd opnieuw de titel behaald. Door de instroom van de Oost-Duitse clubs in de competitie na de Duitse hereniging waren er twee plaatsen minder te verdelen om te promoveren, waardoor Kassel net langs promotie greep. Het volgende seizoen werd de club derde.

### Faillissement
De financiële problemen staken weer de kop op en op 21 juli splitste de voetbalafdeling zich af van de overkoepelende club onder de naam FC Hessen Kassel. KSV Hessen ging met een schuldenlast van 2,5 miljoen mark failliet. FC Hessen mocht verder spelen in de Oberliga en kwalificeerde zich met een zesde plaats voor de nieuwe Regionalliga Süd. De financiële problemen bleven de club echter parten spelen en in de Regionalliga speelde Hessen geen rol van betekenis. Op 24 november 1997 vroeg de club het faillissement aan. De laatste wedstrijd van de club vond voor 800 toeschouwers plaats tegen het tweede elftal van Karlsruher SC en eindigde op een gelijkspel. Op 27 januari 1998 werd de club officieel ontbonden.

## Heroprichting
Op 3 februari 1998 werd Kurhessischen Sportverein Hessen Kassel opgericht, afgekort was dit KSV Hessen Kassel, maar het was niet dezelfde afkorting als de oude club. Na een uitspraak van de rechtbank mocht de club in april 1998 wel weer de oude naam Kasseler Sportverein Hessen Kassel aannemen.
De nieuwe club moest onderaan de ladder beginnen in de Kreisliga Hessen A (8ste klasse). De club was een maat te groot voor de laagste klasse en versloeg TSV Wolfsanger II zelfs met 19:1, de grootste zege in de geschiedenis van de club. Het duurde tot 1 oktober 2000 vooraleer de club zijn eerste nederlaag leed. Na vier promoties op rij speelde de club vanaf 2002 weer in de Oberliga Hessen. Een vijfde promotie op rij werd net gemist toen de club vicekampioen werd achter 1. FC Eschborn. In 2004 ging de club nek aan nek met Darmstadt 98 voor de titel maar moest opnieuw genoegen nemen met een tweede plaats. Na een teleurstellend seizoen 2004/05 ging het weer beter in 2005/06. FSV Frankfurt nam vanaf de tweede speeldag de leiding, maar verloor in de terugronde vele punten en na tien zeges op rij kwam Kassel dichterbij en in een rechtstreeks duel op de laatste speeldag won Kassel de titel ternauwernood en promoveerde naar de Regionalliga.
Het doel in de Regionalliga was het behoud verzekeren en dat lukte al drie speeldagen voor het einde. Met een gemiddeld aantal toeschouwers van 4.838 had Kassel het meeste aantal toeschouwers van de Regionalliga Süd. In 2008 ging de bond de 3. Liga invoeren als nieuwe derde profcompetitie. Om zich hiervoor te plaatsen moest de club bij de eerste tien eindigden, maar een zwakke terugronde zorgde voor een veertiende plaats, waardoor de club in de Regionalliga bleef maar wel een niveau zakte. In 2009 stond de club even aan de leiding maar moest in extremis de titel laten aan 1. FC Heidenheim. De volgende twee seizoenen werd de club vierde en derde. In 2012 werd een twaalfde plaats behaald. In 2013 werd de club kampioen, maar slaagde er via de eindronde niet in te promoveren. De volgende jaren eindigde de club meestal in de middenmoot en in 2018 degradeerde de club.